# Marquesado de Nevares
El marquesado de Nevares es un título nobiliario español creado por el rey Carlos II, con el vizcondado previo de la Vega, mediante real cédula del 18 de abril de 1690, y real despacho expedido el 3 de enero de 1694, en favor de Jerónimo José de la Vega Valdés y Caviedes (hijo de Nicolás Antonio de la Vega Valdés y Antonia Ortiz de Sandoval y Guzmán), gobernador de las islas de Tierra Firme y capitán general de Popayán (Colombia).
Su actual titular es Francisco José Chacón-Manrique de Lara y Gomáriz, XIII marqués de Nevares.

## Marqueses de Nevares
|                        | Titular                                                  | Periodo                |
| Creación por Carlos II | Creación por Carlos II                                   | Creación por Carlos II |
| ---------------------- | -------------------------------------------------------- | ---------------------- |
| I                      | Jerónimo José de la Vega Valdés y Caviedes               | 1694-1723              |
| II                     | Nicolás de la Vega Valdés y Jácome de Linden             | 1723-1735              |
| III                    | Úrsula María Osorio de los Ríos y de la Vega Valdés      | 1735-1763              |
| IV                     | Ignacio Manuel de Auñón y Osorio de los Ríos             | 1763-1787              |
| V                      | Manuel María de Auñón y Osorio de los Ríos               | 1787-1820              |
| VI                     | Francisco Chacón-Manrique de Lara y Carrillo de Albornoz | 1820-1825              |
| VII                    | Álvaro Chacón-Manrique de Lara y Carrillo de Albornoz    | 1825-1830              |
| VIII                   | Nicolás Chacón-Manrique de Lara y Carrillo de Albornoz   | 1830-1846              |
| IX                     | Isidoro Chacón-Manrique de Lara y Villapecellín          | 1848-1872              |
| X                      | Nicolás Chacón-Manrique de Lara y Orbeta                 | 1876-1925              |
| XI                     | Francisco Chacón-Manrique de Lara y de la Calzada        | 1928-1980              |
| XII                    | Francisco Chacón-Manrique de Lara y Hoyuela              | 1982-2012              |
| XIII                   | Francisco José Chacón-Manrique de Lara y Gomáriz         | 2014-hoy               |

## Historia de los marqueses de Nevares
- Jerónimo José de la Vega Valdés y Caviedes (San Juan de la Palma, mayo de 1651-Sevilla, 7 de septiembre de 1723), I marqués de Nevares, veinticuatro y alcalde mayor de Sevilla, gobernador de las islas de Tierra Firme y capitán general de Popayán.[1]

Casó el 29 de agosto de 1674, en Sevilla, con Isabel Jácome de Linden y Bécquer (n. 1656), procedente de una familia originaria de la ciudad de Brujas, en Flandes. Le sucedió su hijo:
- Nicolás de la Vega Valdés y Jácome de Linden (Sevilla, 26 de abril de 1679-Sevilla, 20 de mayo de 1735), II marqués de Nevares, caballero de la Orden de Calatrava en 1716.[4]

Casó el 24 de febrero de 1718, en Sevilla, con María Teresa de Eceiza Saavedra y Cerón (1699-1763), hija de Lorenzo Pablo de Eceiza y Langarica, II Marqués de Villaverde de San Isidro, y su esposa María de Saavedra Cerón y Vargas, señora de la Picadilla. Sin descendencia. Le sucedió su sobrina:
- Úrsula María Osorio de los Ríos de la Vega Valdés (Sevilla, agosto de 1723-Sevilla,26 de diciembre de 1763), III marquesa de Nevares.[6] Era hija de una hermana del II marqués, María del Pópulo de la Vega Valdés y Jácome de Linden (1687-1729), que casó en 1725 con José Antonio Osorio de los Ríos y Martel (1690-1748), alcalde mayor honorífico de Sevilla.[7]

Casó el 29 de septiembre de 1756, en Sevilla, con Miguel de Auñón y Pabón (1712-1775), caballero de la Orden de San Juan de Jerusalén e hijo de Andrés de Auñón y Herrera (n. 1681) y su esposa Micaela Pabón de Fuentes, hija mayor del marqués de Casa Pavón. Le siguió su hijo:
- Ignacio Manuel de Auñón y Osorio de los Ríos (Sevilla, 29 de enero de 1763-Sevilla, enero de 1787), IV marqués de Nevares, alcalde por el estado noble de Morón en 1783.[10]

Casó el 4 de noviembre de 1778, en Sevilla, con Rafaela Ortiz de Zúñiga y Fernández de Valdespino (1755-1811), IV marquesa de Montefuerte y V condesa de Lebrija, señora de los Palacios de Lecea y Garayo, en Álava, y del de Amézaga, en Vizcaya, que era hija de Luis José Ortiz de Zúñiga y Pérez de Garayo y su esposa Ana Gertrudis Fernández de Valdespino y Dávila. Le sucedió su hermano:
- Manuel María de Auñón y Osorio de los Ríos (Sevilla, enero de 1763-Sevilla, 11 de septiembre de 1820), V marqués de Nevares, caballero de la Orden de San Juan de Jerusalén y de la Real Maestranza de Caballería de Sevilla en 1783, por la que fue teniente de Hermano Mayor por el príncipe de Asturias, y Gentilhombre de Cámara de S.M. con ejercicio y servidumbre.[13]

Casó, en primeras nupcias, con María de la Concepción de Angulo y Virués de Segovia, hija de Jerónimo de Angulo y Poblaciones (n. 1732), alguacil mayor, regidor perpetuo y alcalde de Morón de la Frontera, y su esposa Jerónima Virués de Segovia y Ponce de León (n. 1735). Sin descendencia.

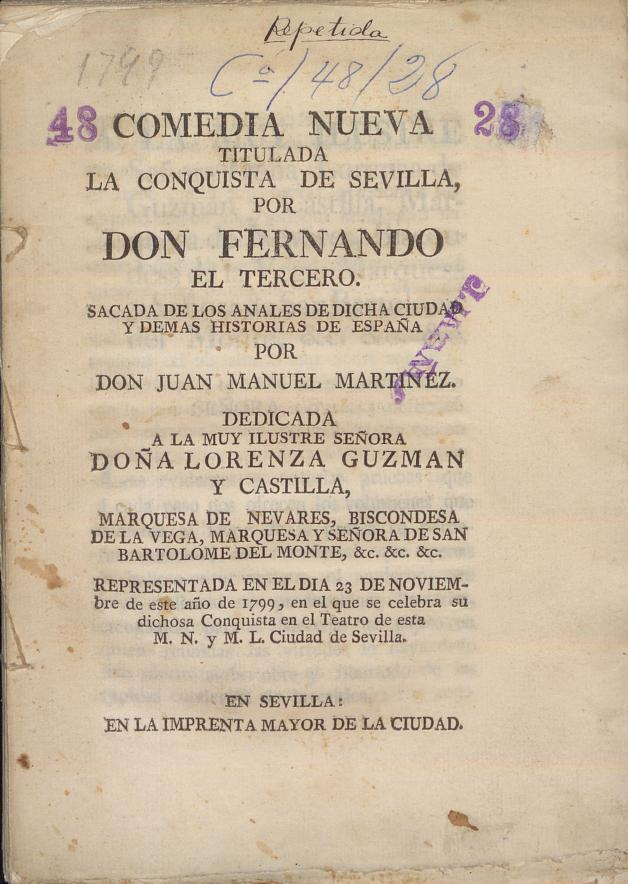
La obra "La Conquista de Sevilla, por don Fernando el tercero", dedicada a la V Marquesa consorte de Nevares, doña Lorenza María de Guzmán y Castilla

Casó en Sevilla el 30 de enero de 1788, en segundas nupcias, con Lorenza María de Guzmán y Castilla (1763-1805), IV marquesa de San Bartolomé del Monte, dama noble de la Orden de las Damas Nobles de la Reina María Luisa e hija de Tomás de Guzmán y Jácome de Linden (1734-1798), caballero de la Orden de Calatrava, veinticuatro y maestrante de Sevilla, y su esposa María de la Concepción de Castilla y Valenzuela (m. 1807).
De su segundo matrimonio nació María de la Concepción Auñón y Guzmán, que falleció antes que su padre y no heredó el marquesado de Nevares pero sí el título de su madre y fue la V marquesa de San Bartolomé del Monte. En el marquesado de Nevares, sucedió un descendiente de Isabel Antonia de la Vega Valdés y Caviedes, hermana del primer marqués:
- Francisco Chacón-Manrique de Lara y Carrillo de Albornoz (Sevilla, 21 de agosto de 1765-Sevilla, 1825), VI marqués de Nevares, canónigo de la Catedral de Sevilla, caballero y capellán de la Real Maestranza de Caballería de Sevilla de esta ciudad en 1813.[19]

Fallecido soltero. Le sucedió su hermano:
- Álvaro Chacón-Manrique de Lara y Carrillo de Albornoz (Sevilla, 22 de noviembre de 1767-Sevilla, 21 de septiembre de 1830), VII marqués de Nevares y mariscal de campo de los Reales Ejércitos.[20]

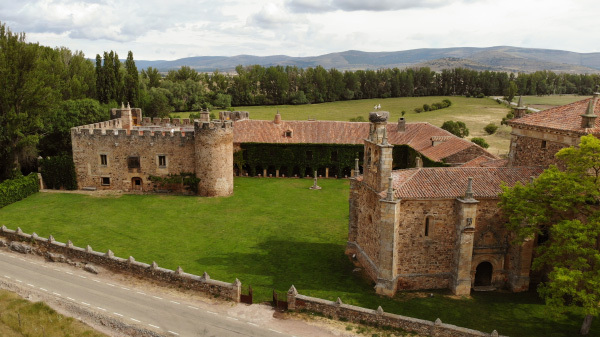
Castillo de San Gregorio, propiedad que fue de los Marqueses de Nevares en Peroniel, Soria

Fallecido soltero. Le sucedió su hermano:

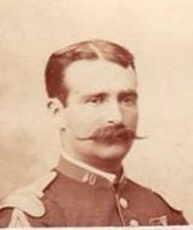
Nicolás Chacón-Manrique de Lara y Orbeta (X Marqués de Nevare)

- Nicolás Chacón-Manrique de Lara y Carrillo de Albornoz (Sevilla, 10 de septiembre de 1775-Sevilla, 13 de julio de 1846), VIII marqués de Nevares, mariscal de campo de los Reales Ejércitos, caballero de justicia de la Orden de San Juan de Jerusalén, gran cruz de la Orden de San Hermenegildo (1835) y de la de Isabel la Católica (1843).[20]

Casó el 29 de febrero de 1808, en la parroquia de San Miguel Arcángel de Olmedo de Valladolid,  con Catalina Villapecellín y Tabares (1782-1870), hija de Pedro José Villapecellín y Castro y su esposa Jacinta Rosa de Velasco. El 25 de octubre de 1848 le sucedió su hijo:

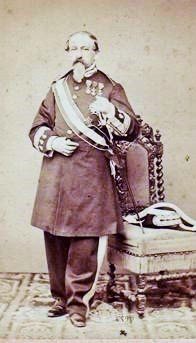
Isidoro Chacón-Manrique de Lara y Villacepellín (IX Marqués de Nevares)

- Isidoro Chacón-Manrique de Lara y Villacepellín (Piedrahíta, Ávila, 10 de enero de 1809-Madrid, 18 de agosto de 1872), IX marqués de Nevares, intendente de división efectivo y graduado de Ejército, caballero laureado de San Fernando de primera y de segunda clase, comendador de la Orden de Isabel la Católica y Gentilhombre de Cámara de S.M. con ejercicio y servidumbre.[22]

Casó el 1 de diciembre de 1849, en Sevilla, con Francisca de Orbeta y Suertegaray (1832-1900),  hija de don José Ramón de Orbeta y Echevarría y de Venancia Suertegaray y Maurízar. El 7 de marzo de 1876 le sucedió su hijo:
- Nicolás Chacón-Manrique de Lara y Orbeta (Sevilla, 12 de febrero de 1851-Sevilla, 22 de febrero de 1925), X marqués de Nevares, coronel de caballería del Regimiento de Húsares de la Princesa,[23]19º de Caballería, Comandante de Escuadrón de Lanceros de Villaviciosa, Cruz de la Orden Militar de San Hermenegildo.

Casó el 26 de noviembre de 1883, en Sevilla, con María de Gracia de la Calzada y Alonso (1863-1940), hija de Tomás de la Calzada Rodríguez, abogado y senador del reino, y su esposa María de Gracia Alonso e Ibáñez, hermana del marqués de Santa Cruz de Inguanzo. El 4 de febrero de 1928 le sucedió su hijo:
- Francisco Chacón-Manrique de Lara y de la Calzada (Sevilla, 31 de julio de 1900-Sevilla, 26 de octubre de 1980), XI marqués de Nevares.[25]

Casó el 26 de octubre de 1930, en Sevilla, con Felisa Hoyuela Bellido (1902-1986), hija de  Manuel Hoyuela Gómez, abogado, diputado a Cortes y senador del reino, y su esposa Matilde Bellido de la Vega. El 8 de enero de 1982, tras solicitud cursada el 10 de marzo de 1981 (BOE del día 13 del mismo mes) y orden del 13 de julio del mismo año para que se expida la correspondiente carta de sucesión (BOE del 22 de octubre), le sucedió su hijo:
- Francisco Chacón-Manrique de Lara y Hoyuela (Sevilla, 22 de septiembre de 1931-2012), XII marqués de Nevares.[29]

Casó el 14 de octubre de 1959, en Córdoba, con Lucía Gomáriz Uriet (n. 1932), hija de José Gomáriz Rodríguez, Perito Agrícola, natural de Pueblonuevo del Terrible, y de doña Nelly-Elisabeth Uriet, nacida en San Quintín (Ciudad Real). En 2014, tras solicitud cursada el 24 de abril de ese mismo año (BOE del 24 de mayo) y orden del 14 de julio para que se expida la correspondiente carta de sucesión (BOE del 1 de agosto), le sucedió su hijo:
- Francisco José Chacón-Manrique de Lara y Gomáriz (n. Córdoba, 26 de octubre de 1961), XIII marqués de Nevares.[29]

Casó el 19 de septiembre de 1987, en Córdoba, con María de los Ángeles Alcántara y Rojas (n. 1964), hija de Rafael Alcántara Sendra y de Rafaela Rojas Sendra, naturales de Córdoba.

## Personalidades relevantes ligadas al Marquesado de Nevares
1. La princesa Polixena Pernstein (casada con el canciller del reino de Bohemia Sdenco Adalberto Popel von Lobcowicz) habiendo recibido la imagen como regalo de bodas de su madre, Doña María Manrique de Lara (casada con el anterior canciller del reino de Bohemia Vratislav von Pernstein), dona en 1628 la imagen del Niño Jesús de Praga a un convento de Padres Carmelitas. Anteriormente esta imagen siempre pasaba de padres a hijos varones de la familia de los Condes de Treviño y Duques de Nájera.
2. Alonso Manrique de Lara (cardenal y político español, arzobispo de Sevilla e inquisidor general).
3. Jerónimo Manrique de Lara (obispo de Cartagena y Ávila e Inquisidor general).
4. Íñigo Manrique de Lara y de Castilla (presidente del Consejo de Castilla, Arzobispo de Sevilla, obispo de Jaén, de Coria y de Oviedo).
5. Íñigo Manrique de Lara y de Quiñones (obispo de León y de Córdoba).
6. María del Carmen Chacón-Manrique de Lara y Carrillo de Albornoz (presidenta de la Junta de Señoras de la Real Casa Cuna de Granada, creadora de la Real Asociación de Beneficencia domiciliaria, por encargo directo de la reina madre María Cristina de Borbón en 1845)
7. Francisco Chacón-Manrique de Lara y Carrillo de Albornoz, VI marqués de Nevares (canónigo de la Catedral de Sevilla y capellán de la Real Maestranza de Caballería de Sevilla).
8. Fernando Chacón-Manrique de Lara y Chacón, Consejero del Rey, Decano de la Real Audiencia de Mallorca y Honorario del Consejo de Hacienda (casado con Magdalena Cotoner y Núñez de San Juan).
9. Fernando Cotoner y Chacón-Manrique de Lara, (político liberal español, militar destacado en las guerras carlistas, gobernador colonial de Puerto Rico, ministro de guerra y director de la Guardia Civil)
10. Nicolás Chacón-Manrique de Lara y Orbeta, X marqués de Nevares (Primer Premio a la Cría Caballar otorgado por Alfonso XII)
11. José Ignacio Chacón-Manrique de Lara y Hoyuela (historiador especialista en el apellido Chacón)
12. Manuel Ezequiel Chacón-Manrique de Lara y Barrau (escritor)

## Casas nobles emparentadas con el marquesado de Nevares
1. Ducado de Gor
2. Ducado de Nájera
3. Marquesado de los Trujillos
4. Marquesado del Real Tesoro
5. Marquesado de Villaverde de San Isidro
6. Marquesado de Casa Pavón
7. Marquesado de Montefuerte
8. Marquesado de San Bartolomé del Monte
9. Marquesado de Santa Cruz de Inguanzo
10. Marquesado de la Cenia
11. Marquesado de Mondéjar
12. Marquesado de Villamayor
13. Marquesado de las Nieves
14. Condado de Torrubia
15. Condado de Lebrija
16. Condado de Canillas de los Torneros de Enríquez
17. Condado de Mollina
18. Condado de Sallent
19. Condado de Treviño
20. Señorío de los Palacios de Lecea y Garayo
21. Señorío de Amézaga
22. Señorío de la Picadilla